# スーパーファイヤープロレスリング
『スーパーファイヤープロレスリング』 (Super Fire Pro Wrestling) は、1991年12月20日にヒューマン株式会社より発売されたスーパーファミコン用ソフト。
スーパーファミコン用として初めて発売されたプロレスゲームであり、『ファイヤープロレスリングシリーズ』において初のスーパーファミコン版でもある。

## 概要
- この版ではスタミナが半分以下になっている場合に倒れている相手を起こすと、頭に星が回るようになった。

- 公式リーグ戦におけるコンティニュー数が無制限になった。

- ダッシュがXボタンで実行できるようになった。

- 架空の団体と名前による作品だったが、当時ヒューマンに在籍していた笹沢茶々丸が全日本プロレスのジャイアント馬場夫人馬場元子の所に持ち込んだところ、「うちの馬場を使用しないでください」と抗議があり、以降しばらくの間ファイプロシリーズに「グレート司馬」は登場しなくなった。のちに『スーパーファイヤープロレスリングSPECIAL』（1994年）にて復活した。

## ゲーム内容

### モード
- 公式リーグ戦

25人制の総当りのリーグ戦。最低獲得ポイントに達しないとゲームオーバー。総当たり戦を一巡すると、二巡目の防衛戦が始まる。最後の敵はシングルの場合は力皇山で、タッグの場合はバイソン&ブル（超獣コンビ）である。
- エキシビジョンマッチ

シングル戦やタッグ戦。試合時間や本数勝負を自由に選択できるモード。
- オープンリーグ戦

プレイヤーが設定するシングル戦によるリーグ戦。参加できるレスラーは最高8人。
- イリミネーション

5対5の団体戦。
- レスリング道場

ハリケーン力丸でプレイしながら講師である若元一徹がゲームのやり方を教えるモード。

## 登場レスラー
- ビクトリー武蔵（アントニオ猪木）
- グレート司馬（ジャイアント馬場）
- サンダー龍（天龍源一郎）
- アックス・ドゥガン（ハルク・ホーガン）
- ハリケーン力丸（長州力）
- 旗本真也（橋本真也）
- 梶原丈（藤原喜明）
- 桧垣誠（船木誠勝）
- 氷川光秀（三沢光晴）
- トミー・ボンバー（ジャンボ鶴田）
- スーパー・カイザー（獣神サンダー・ライガー）
- ファントム・ガイ（ペガサス・キッド）
- ブラッディ・アレン（バッドニュース・アレン）
- マッド・タイガー（タイガー・ジェット・シン）
- ナイト・ブラスター（ホーク・ウォリアー）
- アイアン・ブラスター（アニマル・ウォリアー）
- ブレード武者（グレート・ムタ）
- アストロ・ブラスター（アルティメット・ウォリアー）
- 冴刃明（前田日明）
- ヒットマン・セイバー（ビッグバン・ベイダー）
- スター・バイソン（スタン・ハンセン）

隠しレスラー
- ビッグ・ザ・グレート・ブル（ブルーザー・ブロディ）
- 若元一徹（山本小鉄）
- 力皇山（力道山）

## スタッフ
- ゲーム・デザイン：増田雅人、市瀬大輔、きたむらただあき、茶々丸、高岡謙次
- バウト・プログラム：根津重昭
- インフォメーション・プログラム：吉田秀司
- システム・プログラム：野村弘治
- レスラー・デザイン：高岡謙次
- インフォメーション・デザイン：門間毅
- ミュージック・コンポーズ：庭山博也、田中宏典、山崎正通、大谷哲司、鈴木啓史
- プロデュース：林徹

## 評価
- ゲーム誌『ファミコン通信』の「クロスレビュー」では、合計27点（満40点）[3]、『ファミリーコンピュータMagazine』の読者投票による「ゲーム通信簿」での評価は以下の通りとなっており、23.14点（満30点）となっている[1]。この得点はスーパーファミコン全ソフトの中で40位（323本中、1993年時点）となっている[1]。また、同雑誌1993年8月情報号特別付録の「スーパーファミコンオールカタログ'93」では、「実在のレスラーをモチーフに、必殺技などの特徴をよくとらえているし、流血、場外乱闘も再現できるので、プロレスファンも満足できる」と紹介されている[1]。その他、『SUPER FAMICOM Magazine』1993年8月情報号特別付録の「スーパーファミコンオールカタログ'93」巻末に収録されている「部門別ベスト30」では、総合40位、熱中度15位、お買い得度22位を獲得している[4]。

| 項目 | キャラクタ | 音楽 | 操作性 | 熱中度 | お買得度 | オリジナリティ | 総合  |
| 得点 | 3.98       | 3.65 | 3.75   | 4.26   | 3.77     | 3.74           | 23.14 |

- ゲーム本『プロレススーパーゲーム列伝』（2001年、ソニー・マガジンズ）では、「本作のいちばんの特徴と言えば、なんといっても日本プロレス界の巨人、御大・ジャイアント馬場……もどきのグレート司馬が登場することだろう。PCエンジン版では表現できなかった2メートル9センチの長身が、SFCではそれっぽく再現できているのだ。ハードの進歩によって向上した表現力を真っ先に"あの体形"の再現に使ったのだからヒューマンは偉い」と評している[2]。